# Krone-Fußballerwahl
Die Krone-Fußballerwahl ist eine von der österreichischen Tageszeitung Kronen Zeitung ins Leben gerufene und veranstaltete Wahl, in der die beliebtesten Fußballspieler Österreichs von den Lesern der Zeitung gewählt werden. Die Siegespokale wurden in den letzten Jahren jeweils bei der Krone-Abschlussgala an die Gewinner der Kategorien Fußballer, Fußballerin und Trainer des Jahres vergeben. Die Sieger der Wahl des Jahres 2005 wurden davon abweichend im Rahmen des Länderspiels Österreichs gegen Kanada am 1. März 2006 ermittelt. Dabei diente die bislang entscheidende Stimmzettel- bzw. Internetwahl nur der Qualifikation der fünf stimmenstärksten Fußballer zur Stichwahl mittels Televoting. Der erste nach diesem System gekürte Fußballer des Jahres wurde der deutsche Steffen Hofmann, der sich beim Televoting klar gegen Joey Didulica (Austria), Michael Mörz (Mattersburg) und Mario Bazina (GAK) durchsetzte. Fünfter wurde überraschend Marco Salvatore von den Amateuren der Wiener Austria.

## Durchführungsbestimmungen
Die Wahl, die nicht durch eine Fachjury, sondern von den Fans durchgeführt wird, wurde erstmals im Jahr 1967 durchgeführt, mittlerweile ist ein Abstimmen per Stimmzettel, die in der Zeitung abgedruckt werden, Internet und SMS möglich. Mehrfaches Wählen ist möglich, jedoch müssen zwischen zwei SMS- oder Internet-Stimmabgaben von derselben Handynummer bzw. IP-Adresse mindestens 8 Stunden liegen. Wählbar sind alle Spieler (auch Legionäre), die im jeweiligen Kalenderjahr mindestens eine Einsatzminute in der Bundesliga oder Ersten Liga absolviert haben. Ebenfalls gewählt werden können Österreicher, die bei ausländischen Vereinen unter Vertrag stehen. Diese müssen ebenso mindestens eine Einsatzminute in der höchsten oder zweithöchsten Spielklasse des jeweiligen Landes absolviert haben.
Seit 1983 wird auch die Fußballerin des Jahres gewählt. Der Modus ist derselbe wie bei den Männern. Einschränkungen gab es bisher jedoch dahingehend, dass für die Frauen nur per Original-Stimmzettel aus der Tageszeitung gestimmt werden konnte. 2005 können Stimmen für die Fußballerin des Jahres erstmals auch mittels Internet-Voting abgegeben werden. Die neueste Kategorie ist die 1995 eingeführte Wahl zum Trainer des Jahres. Grundsätzlich gelten dieselben Bedingungen wie bei der Fußballerwahl. Wählbar sind nur die Cheftrainer der österreichischen Erst- und Zweitliga-Vereine (unabhängig von ihrer Nationalität) und der Trainer der Österreichischen Herren-Nationalmannschaft sowie österreichische Trainer in den beiden obersten Spielklassen eines anderen Landes und ein österreichischer Trainer eines ausländischen Nationalteams. Im Wahljahr 2005 durften erstmals auch die Cheftrainer der ÖFB-Frauenliga-Klubs gewählt werden.

## Fußballer des Jahres
Bisheriger Rekordsieger dieser Wahl ist der 55-fache österreichische Nationalspieler Dietmar Kühbauer, der die Wahl sechsmal (1996, 1997, 1998, 2002, 2003, 2004) für sich entscheiden konnte, als Spieler von SK Rapid Wien, Real Sociedad und SV Mattersburg.
Die zweiterfolgreichsten Fußballer des Jahres sind mit jeweils fünf Siegen der Star der 1970er und 1980er Jahre und ehemalige Teamchef der Nationalmannschaft Hans Krankl sowie der ehemalige Spieler des SK Rapid Wien Steffen Hofmann. An vierter Stelle der ewigen Bestenliste konnten sich mit je drei Siegen Walter Schachner, der nach seiner Karriere als Spieler auch noch zweimal zum Trainer des Jahres gewählt wurde, sowie David Alaba eintragen.
Die meisten Stimmen eines Wahljahres konnte 1983 Robert Sara von Austria Wien für sich verbuchen. Mit 1.129.965 Stimmen, die damals nur per Zeitungskupon abgegeben werden konnten, gehört er gemeinsam mit dem damaligen Rapidspieler Peter Pacult zu den beiden Fußballern, die die Grenze von 1.000.000 Stimmen überschreiten konnten. Dietmar Kühbauer verpasste diese Marke bei seinem letzten Triumph 2004 nur um etwa 13.000 Stimmen.
Die Krone-Fußballerwahl zum Spieler des Jahres war bisher zumeist eine Domäne der Fans des SK Rapid Wien. Insgesamt kann der österreichische Rekordmeister auf bisher 22 gewählte Fußballer des Jahres verweisen, wobei es des Öfteren zu Mehrfachgewinnen durch Hans Krankl, Didi Kühbauer, Michael Konsel, Steffen Hofmann und anderen kam. Der ewige Konkurrent FK Austria Wien brachte es auf sieben Siege, wobei der letzte Gewinn durch Zlatko Junuzović aus dem Jahr 2010 datiert. Erfolgreich sammelten auch die Fans von SV Austria Salzburg in den 1990er Jahren für Hans Krankl und Otto Konrad und trugen ihren Verein somit dreimal in die Siegerliste ein. Auch die Anhänger des SV Mattersburg zeigten sich sehr aktiv und verhalfen damit ihrem Star Dietmar Kühbauer zu seinen letzten drei Ehrungen. Dreimal gewannen Spieler des SK Sturm Graz: 1999 Ivica Vastić, 2000 Markus Schopp und 2007 Sebastian Prödl. Zweimal in die Siegerliste eintragen konnte sich der damalige Zweitdivisionär Donawitzer SV Alpine Leoben mit den Siegen von Peter Pumm 1971 und Walter Schachner 1976. Die österreichischen Legionäre im Ausland haben es traditionsgemäß sehr schwer, von ihren Fans mit Stimmen bedacht zu werden. Mit Andreas Herzog (Werder Bremen), Didi Kühbauer während seiner Zeit bei Real Sociedad und David Alaba (FC Bayern München) vermochten sich bisher nur drei Legionäre diesen begehrten Titel zu holen. Umgekehrt vermochten bisher mit dem Dänen Johnny Bjerregaard (zweimal), dem Norweger Jan Åge Fjørtoft und dem Deutschen Steffen Hofmann (viermal) drei Spieler nichtösterreichischer Staatsbürgerschaft die Wahl für sich zu entscheiden.
| Jahr | Sieger                    | Verein                                       | Stimmen     |
| ---- | ------------------------- | -------------------------------------------- | ----------- |
| 1967 | Leopold Grausam           | SK Rapid Wien                                | 6.616       |
| 1968 | Jørn „Johnny“ Bjerregaard | SK Rapid Wien                                | 4.461       |
| 1969 | Thomas Parits             | FK Austria Wien                              | 8.925       |
| 1970 | Johnny Bjerregaard        | SK Rapid Wien                                | 8.426       |
| 1971 | Peter Pumm                | Donawitzer SV Alpine                         | 45.669      |
| 1972 | Geza Gallos               | SK Rapid Wien                                | 26.367      |
| 1973 | Hans Krankl               | SK Rapid Wien                                | 24.882      |
| 1974 | Hans Krankl               | SK Rapid Wien                                | 17.306      |
| 1975 | Herbert Prohaska          | FK Austria Wien                              | 17.780      |
| 1976 | Walter Schachner          | Donawitzer SV Alpine                         | 152.636     |
| 1977 | Hans Krankl               | SK Rapid Wien                                | 154.706     |
| 1978 | Walter Schachner          | FK Austria Wien                              | 181.032     |
| 1979 | Walter Schachner          | FK Austria Wien                              | 290.547     |
| 1980 | Herbert Feurer            | SK Rapid Wien                                | 419.762     |
| 1981 | Herbert Feurer            | SK Rapid Wien                                | 613.741     |
| 1982 | Hans Krankl               | SK Rapid Wien                                | 806.986     |
| 1983 | Robert Sara               | FK Austria Wien                              | 1.129.165   |
| 1984 | Peter Pacult              | SK Rapid Wien                                | 1.007.349   |
| 1985 | Herbert Prohaska          | FK Austria Wien                              | 886.491     |
| 1986 | Reinhard Kienast          | SK Rapid Wien                                | 446.371     |
| 1987 | Michael Konsel            | SK Rapid Wien                                | 320.780     |
| 1988 | Hans Krankl               | SK Rapid Wien/Kremser SC/SV Austria Salzburg | 387.615     |
| 1989 | Jan Åge Fjørtoft          | SK Rapid Wien                                | 428.754     |
| 1990 | Robert Pecl               | SK Rapid Wien                                | 455.107     |
| 1991 | Robert Pecl               | SK Rapid Wien                                | 330.915     |
| 1992 | Andreas Herzog            | SK Rapid Wien/Werder Bremen                  | 201.507     |
| 1993 | Otto Konrad               | SV Austria Salzburg                          | 186.948     |
| 1994 | Otto Konrad               | SV Austria Salzburg                          | 236.261     |
| 1995 | Michael Konsel            | SK Rapid Wien                                | 212.373     |
| 1996 | Dietmar Kühbauer          | SK Rapid Wien                                | 304.808     |
| 1997 | Dietmar Kühbauer          | SK Rapid Wien/Real Sociedad                  | 368.904     |
| 1998 | Dietmar Kühbauer          | Real Sociedad                                | 460.024     |
| 1999 | Ivica Vastić              | SK Sturm Graz                                | 478.640     |
| 2000 | Markus Schopp             | SK Sturm Graz                                | 430.769     |
| 2001 | Roman Wallner             | SK Rapid Wien                                | 362.913     |
| 2002 | Dietmar Kühbauer          | SV Mattersburg                               | 536.520     |
| 2003 | Dietmar Kühbauer          | SV Mattersburg                               | 882.533     |
| 2004 | Dietmar Kühbauer          | SV Mattersburg                               | 987.683     |
| 2005 | Steffen Hofmann           | SK Rapid Wien                                | 37,2 %      |
| 2006 | Steffen Hofmann           | SK Rapid Wien                                | 274.922     |
| 2007 | Sebastian Prödl           | SK Sturm Graz                                | 247.722     |
| 2008 | Steffen Hofmann           | SK Rapid Wien                                | 260.296     |
| 2009 | Steffen Hofmann           | SK Rapid Wien                                | 283.969     |
| 2010 | Zlatko Junuzović          | FK Austria Wien                              | 283.900     |
| 2011 | Steffen Hofmann           | SK Rapid Wien                                | 281.474     |
| 2012 | Philipp Hosiner           | FK Austria Wien                              | 255.735     |
| 2013 | David Alaba               | FC Bayern München                            | 264.272     |
| 2014 | David Alaba               | FC Bayern München                            | 308.631     |
| 2015 | David Alaba               | FC Bayern München                            | 431.477     |
| 2016 | Louis Schaub              | SK Rapid Wien                                | 175.689     |
| 2017 | Louis Schaub              | SK Rapid Wien                                | 125.896     |
| 2018 | Marko Arnautović          | West Ham United                              | 133.456     |
| 2019 | Alexander Schlager        | LASK                                         | ca. 140.000 |
| 2020 | Gernot Trauner            | LASK                                         | 60.675      |
| 2021 | Marco Grüll               | SK Rapid Wien                                | 69.677      |
| 2022 | Matthias Braunöder        | FK Austria Wien                              | 98.651      |
| 2023 | Sascha Horvath            | LASK                                         | 51.484      |
| 2024 | Guido Burgstaller         | SK Rapid Wien                                | 99.580      |

## Fußballerin des Jahres
| Jahr | Siegerin               | Verein                             | Stimmen |
| ---- | ---------------------- | ---------------------------------- | ------- |
| 1983 | Renate Seidl           | ESV Ostbahn XI Wien                | 3.704   |
| 1984 | Renate Wimmer          | Union Kleinmünchen                 | 85.937  |
| 1985 | Manuela Kastner        | Union Kleinmünchen                 | 61.274  |
| 1986 | Petra Singer           | Wiener Berufsschulen               | 84.643  |
| 1987 | Renate Vukits          | DFC LUV Graz                       | 74.742  |
| 1988 | Herta Pahr             | ESV Parndorf                       | 131.273 |
| 1989 | Herta Pahr             | ESV Parndorf                       | 193.819 |
| 1990 | Herta Pahr             | ESV Parndorf                       | 67.634  |
| 1991 | Ilse Fazekas           | SC Neunkirchen                     | 101.239 |
| 1992 | Yvonne Widermann       | SC Neunkirchen                     | 15.984  |
| 1993 | Sabine Koglbauer       | SC Neunkirchen                     | 28.644  |
| 1994 | Alexandra Salinger     | SC Neunkirchen                     | 34.481  |
| 1995 | Birgit Stickler        | SC Neunkirchen                     | 22.814  |
| 1996 | Natascha Jud           | ASV Vösendorf                      | 39.284  |
| 1997 | Elisabeth Hajszan      | ASV Vösendorf                      | 41.426  |
| 1998 | Melanie Hammerschmid   | USC Landhaus Wien                  | 22.007  |
| 1999 | Eveline Gabler         | SV Horn                            | 27.142  |
| 2000 | Christina Windisch     | SC Damen Dörfl                     | 32.744  |
| 2001 | Christina Windisch     | SC Damen Dörfl                     | 52.640  |
| 2002 | Kathrin Entner         | USC Landhaus Wien                  | 54.376  |
| 2003 | Cornelia Wallisch      | SV Groß-Schweinbarth               | 27.244  |
| 2004 | Sabine Brand           | SV Neulengbach                     | 57.134  |
| 2005 | Pamela Wolfram         | SV Groß-Schweinbarth               | 36.497  |
| 2006 | Daniela Auer           | SV Groß-Schweinbarth               | 47.227  |
| 2007 | Christina Peintinger   | LUV Graz                           | 47.296  |
| 2008 | Alexandra Pils         | USC Landhaus Wien                  |         |
| 2009 | Jasmin Krejc           | ASV Pratzern                       |         |
| 2010 | Jasmin Krejc           | ASV Pratzern                       |         |
| 2011 | Katrin Sida            | SKV Altenmarkt                     |         |
| 2012 | Katrin Sida            | SKV Altenmarkt                     |         |
| 2013 | Lisa-Marie Zmek        | USC Landhaus Wien/FC Südburgenland |         |
| 2014 | Lisa-Marie Zmek        | FC Südburgenland                   |         |
| 2015 | Lisa-Marie Zmek        | FC Südburgenland/SV Neulengbach    |         |
| 2016 | Lisa-Marie Zmek        | SV Neulengbach/SKV Altenmarkt      |         |
| 2017 | Viktoria Schnaderbeck  | FC Bayern München                  |         |
| 2018 | Viktoria Schnaderbeck  | Arsenal Women FC                   | 35.954  |
| 2019 | Stefanie Großgasteiger | SK Sturm Graz                      | 33.439  |
| 2020 | Leonie Scheikl         | LUV Graz                           | 25.568  |
| 2021 | Lisa-Marie Bauer       | FC Bergheim                        |         |
| 2022 |                        |                                    |         |
| 2023 | Lisa-Marie Zmek        | USC Landhaus Wien                  | 68.886  |
| 2024 | Lisa-Marie Bauer       | FC Bergheim                        | 92.905  |

## Trainer des Jahres
Der Trainer des Jahres wird seit 1995 gekürt. Wählbar waren anfangs nur Trainer des Männerfußballs. Seit 2005 dürfen erstmals auch die Trainer der Frauen-Bundesligateams gewählt werden. Der erfolgreichste Trainer bei dieser Wahl war bisher der Bosnier Ivica Osim mit vier Siegen, wobei er von 1998 bis 2000 die Wahl sogar dreimal in Folge für sich entscheiden konnte. Ihm am nächsten kommen Walter Schachner und Peter Pacult mit je zwei Siegen.
| Jahr | Trainer                 | Verein                             | Stimmen |
| ---- | ----------------------- | ---------------------------------- | ------- |
| 1995 | Ivica Osim              | SK Sturm Graz                      | 220.049 |
| 1996 | Ernst Dokupil           | SK Rapid Wien                      | 437.130 |
| 1997 | Herbert Prohaska        | Nationalmannschaft Herren          | 550.608 |
| 1998 | Ivica Osim              | SK Sturm Graz                      | 331.982 |
| 1999 | Ivica Osim              | SK Sturm Graz                      | 648.544 |
| 2000 | Ivica Osim              | SK Sturm Graz                      | 670.372 |
| 2001 | Walter Schachner        | FC Kärnten                         | 372.547 |
| 2002 | Walter Schachner        | Grazer AK                          | 429.904 |
| 2003 | Werner Gregoritsch      | SV Mattersburg                     | 808.983 |
| 2004 | Franz Lederer           | SV Mattersburg                     | 888.035 |
| 2005 | Josef Hickersberger     | SK Rapid Wien                      | 593.190 |
| 2006 | Peter Pacult            | SK Rapid Wien                      | 293.930 |
| 2007 | Franco Foda             | SK Sturm Graz                      | 313.513 |
| 2008 | Peter Pacult            | SK Rapid Wien                      | 263.508 |
| 2009 | Peter Pacult            | SK Rapid Wien                      | 251.158 |
| 2010 | Peter Pacult            | SK Rapid Wien                      |         |
| 2011 | Franco Foda             | SK Sturm Graz                      |         |
| 2012 | Peter Stöger            | SC Wiener Neustadt/FK Austria Wien |         |
| 2013 | Zoran Barišić           | SK Rapid Wien                      |         |
| 2014 | Marcel Koller           | Österreichische Nationalmannschaft |         |
| 2015 |                         |                                    |         |
| 2016 | Ralph Hasenhüttl        | RB Leipzig                         |         |
| 2017 | Peter Stöger            | 1. FC Köln/Borussia Dortmund       |         |
| 2018 | Marco Rose              | FC Red Bull Salzburg               | 105.845 |
| 2019 | Franco Foda             | Österreichische Nationalmannschaft | 118.905 |
| 2020 | Dietmar „Didi“ Kühbauer | SK Rapid Wien                      | 58.543  |
| 2021 | Ferdinand Feldhofer     | SK Rapid Wien/Wolfsberger AC       | 54.067  |
| 2022 | Manfred Schmid          | FK Austria Wien                    | 123.839 |
| 2023 | Christian Ilzer         | SK Sturm Graz                      | 43.424  |
| 2024 | Robert Klauß            | SK Rapid Wien                      | 87.500  |